# 鄺志徳
鄺 志徳（こう しとく）は香港の漫画家。玉皇朝グループのアニメーションおよび漫画部門の総経理を務める。

## 人物
漫画家のアシスタントより、雑誌デザイン、編集、そして漫画市場の開拓という漫画関係のあらゆる業界を経験した漫画家である。現在香港を代表する漫画家として作品を発表するのみならず、マンガサミット常任委員会香港代表、アジア各国のプロ漫画家による合同同人誌である『AsiaM』への作品提供など、国際交流活動などにも力を入れている。

## 作品
- 『天子伝奇』
- 『義勇門』
- 『神兵玄奇』
- 『大聖王』
- 『四大名捕』
- 『新著竜虎門』